# Le Vigen

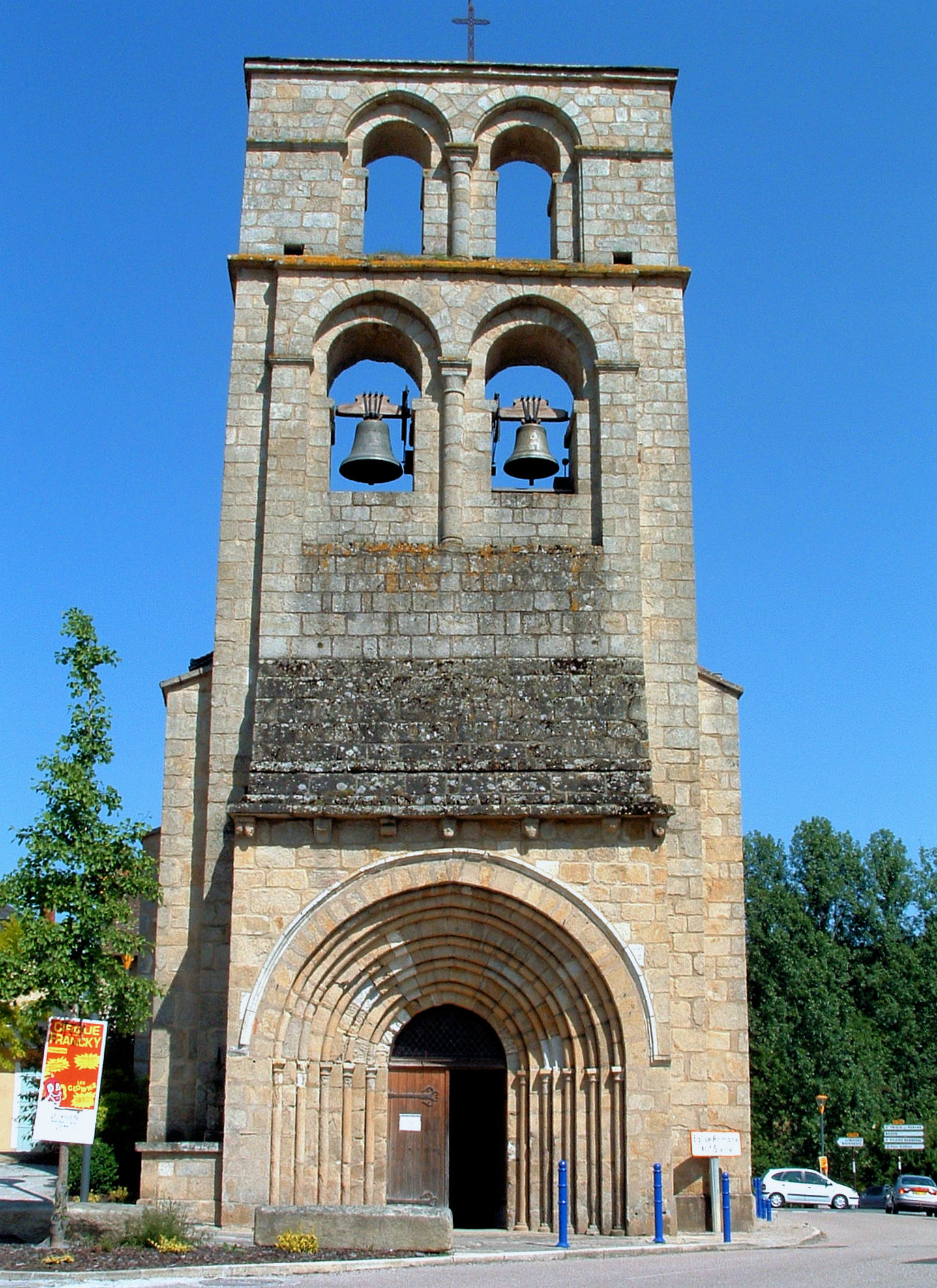
Kerk

Le Vigen is een gemeente in het Franse departement Haute-Vienne (regio Nouvelle-Aquitaine) en telt 1976 inwoners (2005). De plaats maakt deel uit van het arrondissement Limoges.

## Geografie
De oppervlakte van Le Vigen bedraagt 29,2 km², de bevolkingsdichtheid is 67,7 inwoners per km².

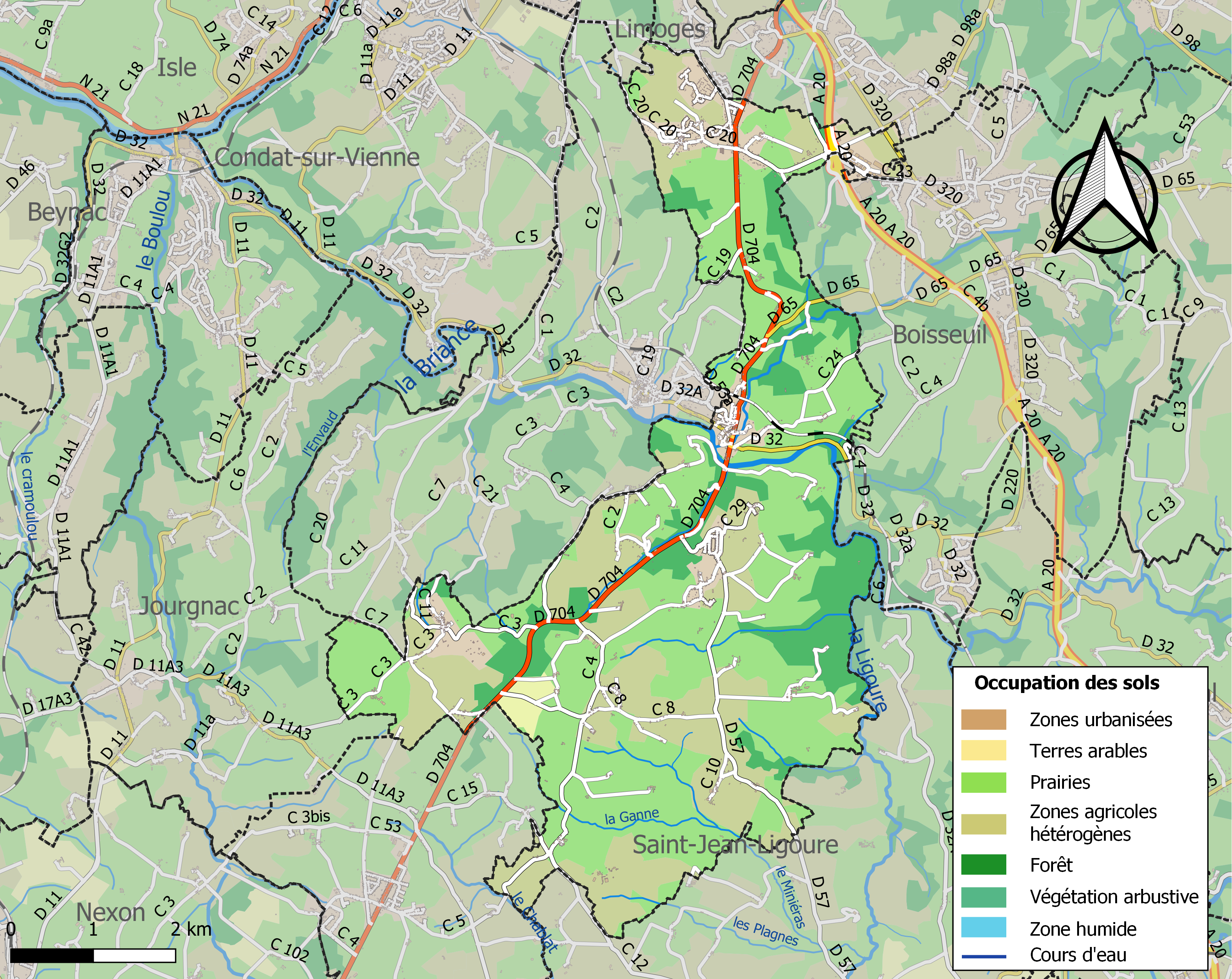
Kaart van de gemeente met de belangrijkste infrastructuur, bodemgebruik en omliggende gemeenten

## Verkeer en vervoer
In de gemeente ligt de spoorweghalte Solignac - Le Vigen.

## Demografie
Onderstaande figuur toont het verloop van het inwonertal (bron: INSEE-tellingen).